# حواف عنقية

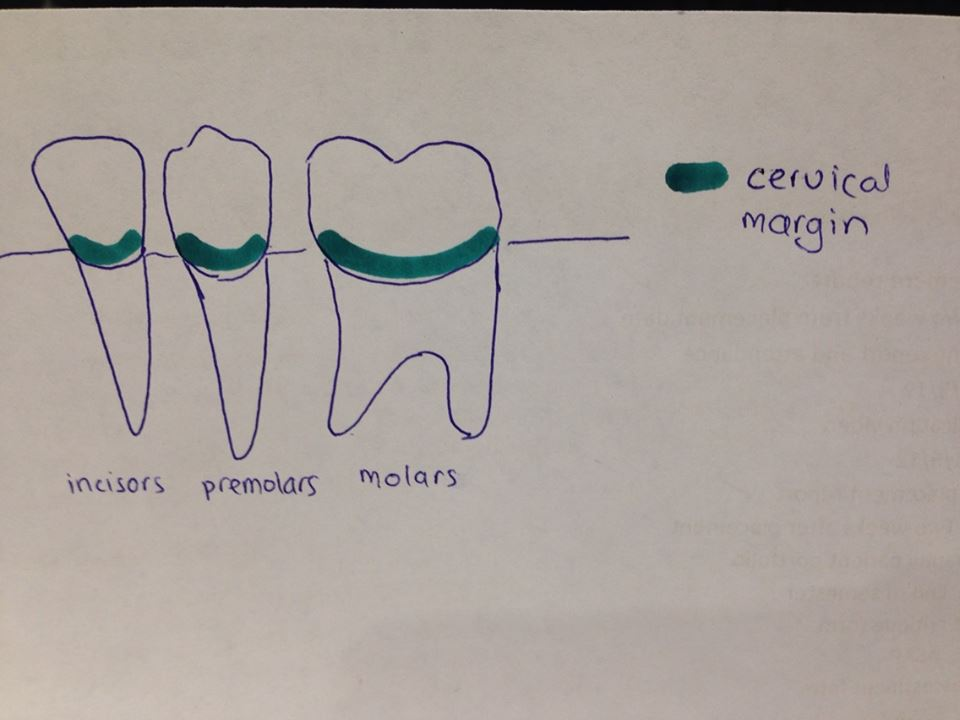
الحواف العنقية مظللة بالأخضر.

الحواف العنقية (بالإنجليزية: Cervical Margins)‏ للأسنان هي الحواف أعلى التقاء تاج السن بعصبه.